# Skaios (Sohn des Hippokoon)
Skaios (altgriechisch Σκαῖος Skaíos) ist eine Person der griechischen Mythologie.
Er ist der Sohn des Hippokoon aus Amyklai. In der Bibliotheke des Apollodor vertreibt er gemeinsam mit seinem Vater und seinen Brüdern Dorykleus, Enarophoros, Bukolos, Euteiches, Lykaithos, Tebros, Hippothoos, Eurytos, Hippokorystes, Alkinoos und Alkon die Herrscher von Sparta, Ikarios und Tyndareos, aus der Stadt. Hippokoon und alle seine Söhne werden von Herakles getötet, woraufhin Tyndareos die Herrschaft wieder an sich nimmt.
In einem Fragment des Chorlyrikers Alkman wird sein Name in der Aufzählung der Nachkommen des Hippokoon ergänzt. Bei Alkman werden Hippokoon und seine Söhne von den Dioskuren, den Söhnen des Herakles, erschlagen.
Herodot berichtet von einem Dreifuß im Tempel des Apollon Ismenios in Theben, der dem Gott von einem Skaios als Votivgabe für einen Sieg im Faustkampf dargebracht wurde. Er vermutet dahinter den Sohn des Hippokoon und datiert daher den Dreifuß in die vermutete Lebenszeit des Oidipus.